# 滕謐
滕謐（1476年11月1日—16世紀），字危言，山東萊州府掖縣人，明朝政治人物。

## 生平
滕謐自幼失去父親，侍奉母親孝順，早年出身國子監學生，以《詩經》中弘治十四年（1501年）山東鄉試舉人第九名，正德三年（1508年）會試出自王鏊門下，中式第一百二十八名，成二甲第六十四名進士，獲授戶部主事，負責古北口督餉，以廉明於正德十五年（1520年）外任鎮江知府，嘉靖三年（1524年）六月陞湖廣郴桂衡永兵備道副使，考察去任致仕。

## 家族
曾祖滕宗仁，祖父滕震，父親訓導滕璉，母親王氏。

## 引用
1. 1 2  《正德三年戊辰科進士登科錄》：滕謐 貫山東萊州府掖縣民籍，國子生，治《詩經》，字危言，行五，年三十三，十月十六日生，曾祖宗仁，祖震，父璉 訓導 ，母王氏，慈侍下，兄謙、諒 省祭官 論、語，娶張氏，繼娶趙氏。山東鄉試第九名，會試第一百二十八名。
2. ↑  乾隆《掖縣志·卷三》：宏治……辛酉（舉人）……滕謐 見進士
3. ↑  乾隆《掖縣志·卷四》：滕謐，字危言，幼孤，事母以孝聞，弱冠成進士，出王文恪公門，官戶部主事，督餉古北口，以廉改鎮江守，歷湖廣副使致仕。
4. ↑  潘希曾《竹澗集奏議·卷二》：〈議處兵備官員疏〉：題為議處兵備官員事照得湖廣整飭郴桂衡永等處兵備自副使滕謐考察去任……